# Костюк Алла Валентинівна
Костюк Алла Валентинівна (3 січня 1957, м. Вінниця, УРСР) — кандидат філологічних наук, доцент кафедри української мови Вінницького державного педагогічного університету імені Михайла Коцюбинського з 1992 року.

## Біографія
Народилася А. В. Костюк 3 січня 1957 року в м. Вінниці в сім'ї робітників.
1974 року закінчила Вінницьку середню школу № 3 імені М. Коцюбинського.
У 1974—1978 рр. навчалась у Вінницькому державному педагогічному інституті ім. М. Островського, який закінчила з відзнакою, здобувши фах учителя української мови та літератури. Одна з небагатьох випускників, яка поїхала працювати за направленням у сільську восьмирічну школу (с. Пилипче Баришівського р-ну Київської обл.), де три роки викладала українську мову та літературу.
У 1981 р. завідувач кафедри української мови Вінницького державного педагогічного інституту ім. М. Островського д. ф. н., проф. Дудик П. С. запросив А. В. Костюк на посаду асистента кафедри. Проводила практичні й лабораторні заняття з курсів «Мовознавство» (лектор — д. ф. н., проф. Дудик П. С.), «СУЛМ. Фонетика» (лектор — к. ф. н., доц. Кващук А. Г.), «СУЛМ. Морфологія» (лектор — к. ф. н., доц. Єрмакова С. Д.).
Результатом наукового стажування при Інституті українського мовознавства ім. О. О. Потебні АН УРСР (відділ лексикології й лексикографії) став захист кандидатської дисертації «Українська театральна термінологія» у 1990 році.
Костюк А. В. багато років забезпечувала викладання фахових навчальних дисциплін у системі підготовки майбутніх вчителів-словесників: Сучасна українська літературна мова, Вступ до мовознавства, Прикладна лінгвістика, Семантична структура і функціонування окремих груп лексики сучасної української літературної мови (спецсемінар).
З 1992 року Костюк Алла Валентинівна — доцент кафедри української мови Вінницького державного педагогічного університету імені Михайла Коцюбинського.

## Сфера наукових інтересів
Термінологія української мови, українська діалектологія, фонетика української літературної мови, методика викладання філологічних дисциплін у ВИШі.

## Публікації
Понад 80 публікацій, серед них — статті у наукових збірниках, у журналах «Культура слова» (1989. — Вип. 36), «Дивослово» (2001. — № 11), методичні розробки для школи («Матеріали з цікавої фонетики української мови (шкільний курс) у запитаннях і відповідях». — Вінниця, 2000, у співавторстві).

### Основні публікації
- Костюк А. В. Модульний курс української фонетики: навч. посіб. для студ. вищ. навч. закл. / А. В. Костюк. — 2-ге вид. випр. — Вінниця: О. Власюк, 2008. — 179 с.
- Костюк А. В. Сучасна українська літературна мова. Інтерактивний курс фонетики: [навч. посіб]. Ч. 1 / А. В. Костюк, І. В. Гороф'янюк. — Вінниця: ПП Балюк І. Б., 2011. — 280 с.
- Костюк А. В. Фонетика: Опорні конспекти. Історичні коментарі. Модульний контроль. Тести: Навч. пос. для філолог. факультету / А. В. Костюк. — Київ: ТОВ «Міжнародна фінанс. аг.», 1988. — 115 с.
- Костюк А. В. Фонетика української мови: Посібник для рейтингово-модульного забезпечення навчання у 2-х частинах / А. В. Костюк. — Ч. 1. — Вінниця, 1995. — 35 с.
- Костюк А. В. Матеріали з цікавої фонетики української мови (шкільний курс) у запитаннях і відповідях: Наук.-метод. пос. для вчителів, студ. та учнів пед. училищ / А. В. Костюк, А. Г. Кващук. — Вінниця: ВДПУ, 2000. — 34 с.

| українська персоналія | Це незавершена стаття про особу, що має стосунок до України. Ви можете допомогти проєкту, виправивши або дописавши її. |